# Izrael na Zimowych Igrzyskach Olimpijskich 2022
Izrael na Zimowych Igrzyskach Olimpijskich 2022 – występ kadry sportowców reprezentujących Izrael na igrzyskach olimpijskich, które odbyły się w Pekinie, w Chińskiej Republice Ludowej, w dniach 4-20 lutego 2022 roku.
Reprezentacja Izraela liczyła sześcioro zawodników – dwie kobiety i czterech mężczyzn.
Był to ósmy start Izraela na zimowych igrzyskach olimpijskich.

## Reprezentanci

### Łyżwiarstwo figurowe
| Zawodnik                          | Konkurencja   | SP     | SP    | FS     | FS   | Nota łączna | Nota łączna | Źródło |
| Zawodnik                          | Konkurencja   | Punkty | Poz.  | Punkty | Poz. | Punkty      | Poz.        | Źródło |
| --------------------------------- | ------------- | ------ | ----- | ------ | ---- | ----------- | ----------- | ------ |
| Alexei Bychenko                   | soliści       | 68,01  | 26.   | NQ     | NQ   | 68,01       | 26.         | [ 1 ]  |
| Hailey Kops Jewgieni Krasnopolski | pary sportowe | 55,99  | 15. Q | 97,83  | 15.  | 153,82      | 15.         | [ 2 ]  |

### Narciarstwo alpejskie
| Zawodnik         | Konkurencja              | 1 przejazd | 1 przejazd | 2 przejazd | 2 przejazd | Łącznie | Łącznie | Źródło |
| Zawodnik         | Konkurencja              | Czas       | Pozycja    | Czas       | Pozycja    | Czas    | Pozycja | Źródło |
| ---------------- | ------------------------ | ---------- | ---------- | ---------- | ---------- | ------- | ------- | ------ |
| Barnabás Szőllős | slalom mężczyzn          | 56,83      | 28.        | 51,88      | 23.        | 1:48,71 | 23.     | [ 3 ]  |
| Barnabás Szőllős | slalom gigant mężczyzn   | 1:07,89    | 28.        | 1:10,04    | 21.        | 2:17,93 | 22.     | [ 3 ]  |
| Barnabás Szőllős | supergigant mężczyzn     | —          | —          | —          | —          | 1:24,28 | 30.     | [ 3 ]  |
| Barnabás Szőllős | superkombinacja mężczyzn | 1:45,04    | 11.        | 48,14      | 2.         | 2:33,18 | 6.      | [ 3 ]  |
| Barnabás Szőllős | zjazd mężczyzn           | —          | —          | —          | —          | 1:46.88 | 30.     | [ 3 ]  |
| Noa Szőllős      | slalom kobiet            | 58,21      | 45.        | 59,13      | 41.        | 1:57,34 | 41.     | [ 4 ]  |
| Noa Szőllős      | slalom gigant kobiet     | 1:04.90    | 42.        | DNF        | DNF        | DNF     | DNF     | [ 4 ]  |
| Noa Szőllős      | supergigant kobiet       | —          | —          | —          | —          | 1:17.94 | 34.     | [ 4 ]  |

### Short track
| Zawodnik          | Konkurencja     | Kwalifikacje | Kwalifikacje | Ćwierćfinał | Ćwierćfinał | Półfinał | Półfinał | Finał/Finał B | Finał/Finał B | Miejsce | Źródło |
| Zawodnik          | Konkurencja     | Czas         | Pozycja      | Czas        | Pozycja     | Czas     | Pozycja  | Czas          | Pozycja       | Miejsce | Źródło |
| ----------------- | --------------- | ------------ | ------------ | ----------- | ----------- | -------- | -------- | ------------- | ------------- | ------- | ------ |
| Władisław Bykanow | 500 m mężczyzn  | 40,900       | 2. Q         | 41,157      | 3.          | NQ       | NQ       | NQ            | NQ            | 12.     | [ 5 ]  |
| Władisław Bykanow | 1000 m mężczyzn | 1:24,875     | 4.           | NQ          | NQ          | NQ       | NQ       | NQ            | NQ            | 24.     | [ 5 ]  |
| Władisław Bykanow | 1500 m mężczyzn | —            | —            | 2:09,932    | 4. q        | 2:13,491 | 6.       | NQ            | NQ            | 17.     | [ 5 ]  |